# Duraluminij
Duraluminij je zlitina iz aluminija, bakra, magnezija in mangana. Zlitina je lahka, močna in odporna proti koroziji. Duraluminij je tudi zelo trd, zato ga uporabljajo tudi v letalski industriji. Iz duraluminija izdelujejo tudi cevi.